# Stomatorhinus kununguensis
Stomatorhinus kununguensis är en fiskart som beskrevs av Poll, 1945. Stomatorhinus kununguensis ingår i släktet Stomatorhinus och familjen Mormyridae. IUCN kategoriserar arten globalt som livskraftig. Inga underarter finns listade i Catalogue of Life.